# Hippocastaneae
Hippocastaneae je tribussapindovki, dio potporodice Hippocastanoideae. Pripadaju mu tri roda s ukupno 15 vrsta drveća.
Najpoznatiji predstavnik je divlji kesten. Tipični rod po kojem je tribus dobio ime je Hippocastanum Mill., sinonim za Aesculus L..

## Rodovi
1. Aesculus L., 12 vrsta
2. Billia Peyr., 2 vrste
3. Handeliodendron Rehder, 1 vrsta